# Békeharc-irodalom Erdélyben

Nicholas Roerich: A béke szimbóluma

Békeharc irodalom Erdélyben (1948-1962) A paradox hangzású békeharc a világbéke megvédéséért küzdő társadalmi-politikai mozgalom, tevékenység megnevezése. Az ún. békeharc-irodalom – a világméretű békemozgalom visszhangja Romániában az 1950-es években. A II. világháború után hamarosan beköszöntött a hidegháború időszaka, az egymással szemben álló két atomhatalom (Amerikai Egyesült Államok és a Szovjetunió) összecsapásának lehetősége, mely a kubai rakétaválságban (1962. október) került kézzelfogható közelségbe. Az írók az irodalom fegyverével harcoltak az atomfegyverkezés ellen és a békés egymás mellett élésért a világ számos országában, természetesen az Amerikai Egyesült Államokban is (köztük Erich Fromm).
A romániai magyar írók kezdettől fogva bekapcsolódtak az 1948 augusztusában a lengyel Wrocławban megrendezett értelmiségi világkongresszus s az itt kezdeményezett Békeharc-bizottságok munkájába. 1950 márciusában az irodalom társadalmi funkciói közül az atomfegyverek eltiltását követelő stockholmi felhívás, 1951 februárjában az öt nagyhatalom békeegyezményének megkötését szorgalmazó berlini felhívás támogatása került előtérbe. Erre utal az RNK írószövetsége kolozsvári tagozatának kiadásában megjelent Irodalmi Almanach A béke útja (1950/3), ill. A békeharc útján (1950/4-1951/2) c. állandó rovata, valamint az 1950-es évek elején megjelent gyűjteményes kiadványok sora: a Gaál Gábor Ajánlásával Bárdos B. Artúr, Hajdu Zoltán, Majtényi Erik, Márki Zoltán és Szász János költeményeiből összeállított Ötven vers, az Ünnepi Szó – a Szász János szerkesztette szavalókönyv –, a Fogj bátran tollat, a Román Népköztársaság kikiáltásának harmadik évfordulójára Dimény István gondozásában 44 munkásköltő verséből összeállított antológia, valamint az Ágyúszónál hangosabban, melyet 12 romániai magyar költő verseiből Bajor Andor rendezett sajtó alá (1950).
Az 1959-ben megjelent A szabadság dicsérete című szavalókönyv is szép számmal közölt békeverseket. A békemozgalom szolgáltatta indíték fontos mozzanat olyan költők fejlődésében, mint Horváth Imre (A béke érdekében, A víz a tűznek), Szabédi László (Vezessen a Párt, Sokan szólunk) vagy Tompa László (Gyűlésben az ifjúsággal).
Az RNK Állandó Békevédelmi Bizottsága 1950-ben Békeharc-bizottságok Közlönye c. alatt magyar nyelven is kiadta román nyelven szerkesztett központi folyóiratát. Ez a lap az 1955-ös évfolyamtól kezdve A Béke Védelmében címet viselte, s 1962/3-as számával az alapul szolgáló În Apărarea Păcii c. kiadvánnyal együtt megszűnt, miután feladatait a napisajtó átvette.